# Крістіан Вітциг
Крі́стіан Ві́тциг (нім. Christian Witzig; нар. 9 січня 2001, Мюнстерлінген) — швейцарський футболіст, півзахисник клубу «Санкт-Галлен» і збірної Швейцарії.

## Клубна кар'єра
Виступав за молодіжні команди клубів «Тегервілен», «Мюнхвілен» і «Віль», а 2015 року приєднався до футбольгої академії «Санкт-Галлена». 11 листопада 2017 року дебютував за другу команду в матчі проти «Госсау». Свій перший гол за другу команду забив у ворота «Косова» (Цюріх).
В червні 2021 року підписав із клубом свій перший професіональний контракт. 27 листопада 2021 року дебютував в основному складі «Санкт-Галлена» в матчі швейцарської Суперліги проти «Сьйона», вийшовши на заміну Віктор Руїсу.
21 серпня 2022 року в матчі Кубка Швейцарії проти клубу «Роршах-Гольдах 17» забив свій перший гол у професіональній кар'єрі. 28 серпня того ж року в поєдинку проти «Лугано» вперше відзначився м'ячем у Суперлізі. 22 грудня 2022 року продовжив контракт з клубом до літа 2025 року.
30 січня 2024 року продовжив контракт з клубом до літа 2027 року.
25 липня 2024 року в матчі кваліфікації Ліги конференцій УЄФА проти казахстанського «Тобола» дебютував у єврокубках. 1 грудня 2024 року поєдинок Суперліги проти «Янг Бойз» став для нього ювілейним, 100-им, в складі «Санкт-Галлена». 
6 травня 2025 року в матчі проти «Івердон Спорт» провів свою ювілейну, 100-у, гру в Суперлізі.

## Кар'єра в збірній
Виступав за збірні Швейцарії до 15, до 16 і до 17 років. В квітні 2018 року потрапив в заявку збірної до 17 років на юнацький чемпіонат Європи, що проходив в Англії, втім на турнірі не провів жодної гри.
3 жовтня 2024 року вперше викликаний до збірної Швейцарії головним тренером Муратом Якіном для участі в матчах Ліги націй УЄФА проти збірних Сербії та Данії. 15 жовтня в поєдинку проти збірної Данії дебютував за збірну Швейцарії, вийшовши на заміну Зекі Амдуні.

## Статистика виступів

### Клубна статистика
Станом на 10 травня 2025
| Клуб              | Сезон             | Чемпіонат         | Чемпіонат | Чемпіонат | Кубок | Кубок | Єврокубки | Єврокубки | Інші  | Інші | Всього | Всього |
| Клуб              | Сезон             | Дивізіон          | Матчі     | Голи      | Матчі | Голи  | Матчі     | Голи      | Матчі | Голи | Матчі  | Голи   |
| ----------------- | ----------------- | ----------------- | --------- | --------- | ----- | ----- | --------- | --------- | ----- | ---- | ------ | ------ |
| Санкт-Галлен      | 2021–22           | Суперліга         | 2         | 0         | 0     | 0     | —         | —         | —     | —    | 2      | 0      |
| Санкт-Галлен      | 2022–23           | Суперліга         | 32        | 3         | 4     | 1     | —         | —         | —     | —    | 36     | 4      |
| Санкт-Галлен      | 2023–24           | Суперліга         | 33        | 5         | 2     | 0     | —         | —         | —     | —    | 35     | 5      |
| Санкт-Галлен      | 2024–25           | Суперліга         | 33        | 7         | 2     | 1     | 12        | 0         | 0     | 0    | 47     | 8      |
| Всього за кар'єру | Всього за кар'єру | Всього за кар'єру | 101       | 15        | 8     | 2     | 12        | 0         | 0     | 0    | 120    | 17     |

1. ↑  Матчі в Лізі конференцій УЄФА

### Міжнародна статистика
Станом на 15 жовтня 2024 
| Збірна            | Сезон             | Товариські | Товариські | Офіційні | Офіційні | Всього | Всього |
| Збірна            | Сезон             | Матчі      | Голи       | Матчі    | Голи     | Матчі  | Голи   |
| ----------------- | ----------------- | ---------- | ---------- | -------- | -------- | ------ | ------ |
| Швейцарія         |                   |            |            |          |          |        |        |
| 2024              | 0                 | 0          | 1          | 0        | 1        | 0      |        |
| Всього за кар'єру | Всього за кар'єру | 0          | 0          | 1        | 0        | 1      | 0      |

### Матчі за збірну
Станом на 15 жовтня 2024 
| Матчі Крістіана Вітцига за збірну Швейцарії | Матчі Крістіана Вітцига за збірну Швейцарії | Матчі Крістіана Вітцига за збірну Швейцарії | Матчі Крістіана Вітцига за збірну Швейцарії | Матчі Крістіана Вітцига за збірну Швейцарії | Матчі Крістіана Вітцига за збірну Швейцарії | Матчі Крістіана Вітцига за збірну Швейцарії | Матчі Крістіана Вітцига за збірну Швейцарії |
| №                                           | Дата                                        | Суперник                                    | Рахунок                                     | Голи                                        | Картки                                      | Хвилини                                     | Змагання                                    |
| ------------------------------------------- | ------------------------------------------- | ------------------------------------------- | ------------------------------------------- | ------------------------------------------- | ------------------------------------------- | ------------------------------------------- | ------------------------------------------- |
| 1                                           | 15 жовтня 2024                              | Данія                                       | 2–2                                         |                                             |                                             | 1'                                          | Ліга націй УЄФА 2024–25 (А)                 |

Всього: 1 матч / 0 голів; 0 перемог, 1 нічия, 0 поразок.